# Argyranthemum callichrysum
Argyranthemum callichrysum es una especie de planta herbácea perteneciente a la familia de las asteráceas, originaria de las Islas Canarias. 

## Descripción
Argyranthemum callichrysum  es un endemismo de la isla de La Gomera. Pertenece al grupo de especies cuyas cipselas exteriores están fusionadas y son aladas, con vilano coroniforme, caracterizándose además por sus hojas pinnatisectas, con 6-14 lóbulos planos y serrados. Las lígulas pueden presentar un coloración amarilla, crema o blanca. 

## Taxonomía
Argyranthemum callichrysum fue descrito por (Svent.) Humphries y publicado en Bot. Not. 124(3): 380, without basionym ref. 1971
Etimología
Argyranthemum: nombre genérico que procede del griego argyros, que significa "plateado" y anthemom, que significa "planta de flor", aludiendo a sus flores radiantes pálidas.
callichrysum: epíteto  que deriva del griego kalli, que significa "hermoso" y chrysos, que significa "oro", refiriéndose a la coloración que pueden mostrar los capítulos de la planta.
Sinonimia
- Chrysanthemum callichrysum Svent.[2]

## Nombres comunes
Se conoce como "margarita gomera amarilla".